# Liste der Landschaften in Brandenburg

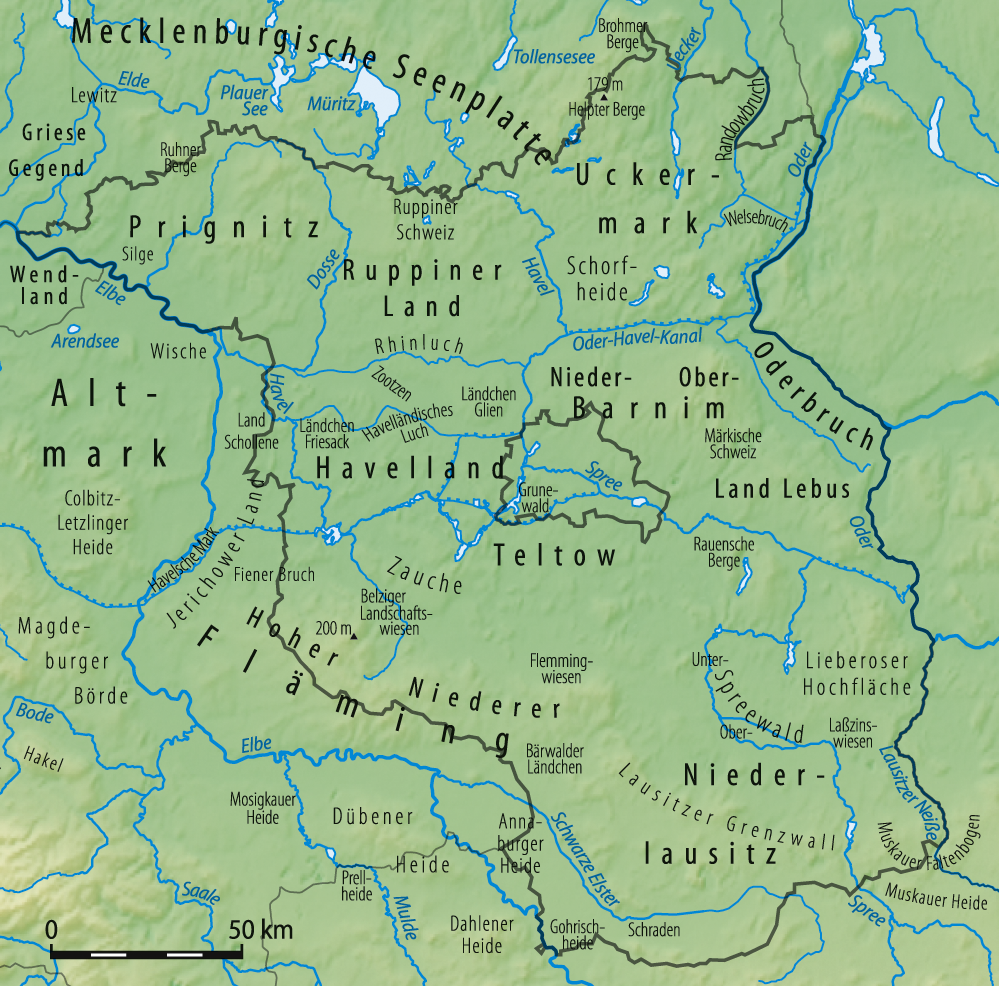
Landschaften in Brandenburg

In Brandenburg und in Berlin befinden sich folgende Landschaften:
- Mittelmark
  - Barnim
  - Dahmeland
  - Havelland
    - Havelländisches Luch
    - Ländchen (Havelland)
      - Ländchen Bellin
      - Ländchen Friesack
      - Ländchen Glien
      - Ländchen Nennhausen
      - Ländchen Rhinow
      - Land Schollene
      - Zootzen

    - Nauener Platte
    - Rhinluch

  - Märkische Schweiz
  - Oderbruch
    - Niederes Oderbruch
    - Insel Neuenhagen

  - Karower Platte
  - Land Lebus
  - Land Löwenberg
    - Granseer Platte
    - Rüthnicker Heide

  - Ruppiner Land
    - Granseer Platte
    - Rheinsberger Seengebiet
    - Rhinluch
    - Ruppiner Platte
    - Rüthnicker Heide
    - Wittstock-Ruppiner Heide
      - Ruppiner Schweiz

  - Teltow
    - Nuthe-Nieplitz-Niederung

  - Zauche

- Fläming
  - Hoher Fläming
  - Niederer Fläming
  - Baruther Urstromtal

- Fürstenberger Werder

- Niederlausitz
  - Spreewald
    - Unterspreewald
    - Oberspreewald

  - Krausnicker Berge
  - Lieberoser Heide
  - Schlaubetal
  - Rochauer Heide
  - Lausitzer Grenzwall
    - Muskauer Faltenbogen

- Oberlausitz

- Prignitz
  - Prignitz i. e. S., oder Westprignitz
  - Ostprignitz

- Schorfheide

- Uckermark
  - Himmelpforter Heide
  - Randowbruch
  - Unteres Odertal

weitere, mehr oder weniger kulturell geprägte Landschaften, die in obige Gliederung nicht einzuordnen sind oder aber über das eigentliche Gebiet Brandenburgs und Berlins herausreichen:
- Ostdeutschland (nicht nur Brandenburg und Berlin umfassend)